# Valeria Bertuccelli
Pour les articles homonymes, voir Bertuccelli.
Valeria Bertuccelli, née le 30 novembre 1969 à San Nicolás de los Arroyos dans la province de Buenos Aires, est une actrice argentine lauréate de plusieurs prix. Elle est mariée à Vicentico, leader des Fabulosos Cadillacs.

## Filmographie sélective

### Actrice
- 1999 : Silvia Prieto de Martín Rejtman - Brite
- 2003 : Les Gants magiques de Martín Rejtman - Valeria
- 2004 : Luna de Avellaneda de Juan José Campanella - Cristina
- 2006 : Mientras tanto de Diego Lerman - Eva
- 2007 : Telepolis d'Esteban Sapir - le fils de M. Télé
- 2007 : XXY de Lucía Puenzo - Suli
- 2008 : Un novio para mi mujer de Juan Taratuto - la Tana Ferro
- 2012 : Le Destin dans vos mains de Daniel Burman - Gloria
- 2016 : Me casé con un boludo de Juan Taratuto - Floriencia

### Réalisatrice
- 2018 : The Queen of Fear, co-réalisé  avec Fabiana Tiscornia

## Distinctions
- Condors d'argent : meilleur espoir féminin en 1999, meilleure actrice pour Mientras tanto en 2007
- Prix Clarín : meilleure actrice pour Mientras tanto en 2006, meilleure actrice dans un second rôle pour XXY en 2007
- Prix Sud : meilleure actrice pour Un novio para mi mujer en 2008
- Fondation Konex : diplôme aux six meilleures actrices argentines des années 2000 (avec Adriana Aizenberg, Graciela Borges, Érica Rivas, María Vaner et Soledad Villamil)